# Power Rangers Dino Fury
Power Rangers Dino Fury – dwudziesty ósmy i dwudziesty dziewiąty sezon amerykańskiego serialu dla dzieci i młodzieży Power Rangers, oparty na japońskim serialu tokusatsu Kishiryu Sentai Ryusoulger.
Seria Power Rangers Dino Fury składa się z dwóch sezonów liczących łącznie 44 odcinki (22+22). Jest to druga inkarnacja serialu tworzona przez firmę Hasbro oraz czwarta w tematyce dinozaurów i prehistorycznych stworzeń (po Mighty Morphin Power Rangers, Power Rangers Dino Grzmot oraz Power Rangers Dino Charge).
Premiera produkcji odbyła się 20 lutego 2021 roku w Stanach Zjednoczonych, na antenie stacji Nickelodeon. W Polsce zaś na kanale TVP ABC.
Power Rangers Dino Fury spodziewane jest jako ostatnia odsłona serialu w obowiązującej od początku formule, z użyciem materiałów filmowych z japońskiej serii Super Sentai. Hasbro do tej pory nie potwierdziło tych informacji.

## Opis fabuły
65 milionów lat temu armia rycerzy z planety Rafkon przybyła na Ziemię, aby pokonać armię Sporixów – potworów, które zniszczyły ich cywilizację. Kiedy wydawało się, że ich walka zakończy się klęską, Mistrzowie Transformacji (ang.: Morphin Masters) przekazali im supermoce, tworząc pierwszą drużynę Power Rangers Dino Fury. W czasach współczesnych siły zła uwalniają Sporixy, zaś wybudzony z hibernacji Zayto wraz z nowymi rekrutami musi ponownie ocalić świat przed niebezpieczeństwem.

## Obsada
Poniższa lista przedstawia głównych bohaterów serialu Power Rangers Dino Fury wraz z nazwiskami odtwórców ról.

### Rangersi
| Ranger                     | Postać       | Aktor         |
| -------------------------- | ------------ | ------------- |
| Dino Fury Czerwony Ranger  | Zayto        | Russell Curry |
| Dino Fury Niebieski Ranger | Ollie Akana  | Kai Moya      |
| Dino Fury Różowa Rangerka  | Amelia Jones | Hunter Deno   |
| Dino Fury Zielona Rangerka | Izzy Garcia  | Tessa Rao     |
| Dino Fury Czarny Ranger    | Javi Garcia  | Chance Perez  |
| Dino Fury Złoty Ranger     | Aiyon        | Jordon Fite   |

### Sprzymierzeńcy
- Solon (głos: Josephine Davison) – cyber-dinozaur, mentorka drużyny oraz odwieczna przyjaciółka Zayto. Podczas prehistorycznej walki ze Sporixami została ranna i w celu uratowania jej życia, ówcześni rangersi uczynili z niej pół-cyborga. Przez 65 milionów lat stała na straży centrum dowodzenia oraz zamkniętych Sporixów.
- Carlos Garcia (Blair Strang) – surowy strażnik parku Dinohenge w Pine Ridge, ojciec Izzy i ojczym Javiego. Wspiera swoją córkę w karierze sportowej, jednocześnie nie podzielając muzycznych aspiracji swojego pasierba.
- Lani Akana (Shavaughn Ruakere) – doktor archeologii oraz matka Olliego. Jej urządzenia doprowadziły do wytworzenia sygnału przez posągi w Dinohenge, które wskazało złoczyńcom położenie Sporixów.
- Jane (Kira Josephson) – redaktor naczelna BuzzBlast, gdzie pracują Amelia oraz Javi. Postać komiczna.
- J-Borg (Victoria Abbott) – android, będący asystentką Jane. Postać komiczna.
- Pop Pop (Greg Johnson) – dziadek Amelii, posiadający firmę sprzątającą. Wierzy w przesądy.
- Mick Kanic (Kelson Henderson) – mentor drużyny Ninja Steel, który gościnnie przybył na pomoc rangersom w odcinku Unexpected Guest.

### Wrogowie
- Void Knight (głos: Jared Turner) – główny antagonista serii. Tajemniczy rycerz w fioletowej zbroi, który chce wykorzystać potężną moc Sporixów do zrealizowania swoich planów. W pierwszym odcinku uwalnia potwory z centrum dowodzenia Rangersów, a także przejmuje klucz kontroli nad Hengemenami, którzy pierwotnie służyli po stronie dobra. Po pewnym czasie okazuje się, że Void Knight gromadzi Sporixy w celu wybudzenia swojej ukochanej ze śpiączki.
- Santaura (głos; Siobhan Marshall)
- Mucus (głos: Torum Heng) – Sporix przypominająca wyglądem grzyb, posiadająca nietypowe zdolności. W przeciwieństwie do innych potworów, nie umie osiągać gigantycznych rozmiarów, ale potrafi przemieniać się w śluz i powracać do pierwotnej postaci.
- Boomtower (głos: Mark Mitchinson) – robot, będący jednym z pierwszych wynalazków oraz generałów Void Knighta. Jest w stanie wykorzystywać Sporixy w celu zwiększenia swoich własnych mocy.

#### Bestia Sporix
Sporix Beasts to obce potwory o tematyce mitycznej, które przed przybyciem na Ziemię terroryzowały planetę Rafkon. Pierwotnie były one przechowywane przez oryginalnego Dino Fury Rangers 65 milionów lat temu, dopóki Zayto przypadkowo nie wypuści ich w dzisiejszych czasach. Gdy Sporix Beast wykluje się ze swojego podobnego do jajka Sporixa, może samodzielnie gromadzić energię i powiększać się, jeśli nie zostanie natychmiast pokonany. Po pokonaniu powracają do swojej formy Sporix z większą mocą niż pierwotnie posiadali, co prowadzi do Void Knight i Rangersów rywalizujących o ich przejęcie.
- Shockhorn (głos: Jamie Linehan) – Sporix Beast o tematyce jednorożca z superszybkością, który jest rekrutowany przez Void Knight, aby zdobyć więcej Sporix. Shockhorn towarzyszy Void Knight, aby włamać się do Dinohenge, ale nie udaje mu się to po tym, jak Solon reaktywuje systemy obronne. Później próbuje odzyskać urządzenie śledzące Void Knight od dr Akany, ale zostaje wrzucony do miasta po tym, jak zniszczy jej drona w jego pobliżu. Powiększa się, ale zostaje pokonany przez T-Rex Championa Zorda, zanim Void Knight zabierze Sporix Shockhorna, by zasilić tajemniczą maszynę.
- Vypeera (głos: Rachelle Duncan) – Bestia Sporix o tematyce Gorgony, która może sparaliżować każdego, kto spojrzy w jej osadzone na piersi oczy. Po wykluciu się i połączeniu z Mucusem, używa swojej zdolności na mieszkańcach Pine Ridge, dopóki Zayto ze zawiązanymi oczami, z pomocą Sonic Dino Key, nie zniszczy maszyny nadającej jej moc. Powiększa się, ale zostaje pokonana przez Megazorda Furii Dinozaurów, zanim Rangersi odzyskują jej Sporix i umieszczają go z powrotem w przechowalni.
- Draknarok (głos: Richard Simpson) – Sporix Beast o tematyce smoka z oddechem ognia. Po wykluciu się poza ekranem, został znaleziony przez Mucusa i zwerbowany przez Void Knight do pomocy Boomtower w zdobyciu Nephrite Orb w Pine Ridge Museum, ale został udaremniony przez Rangersów. Draknarok powiększa się, ale zostaje pokonany przez Megazorda Furii Dinozaurów, zanim Rangersi odzyskają jego Sporix.
- Brineblast (głos: Jason Smith) – Sporix Beast z motywem krakena z ramionami podobnymi do pistoletu na wodę. Po wykluciu został znaleziony przez Mucusa i Boomtower, aby pomóc im w planie Void Knight znalezienia i zniszczenia Zordów Rangersów. Podmuch solanki powiększa się, ale zostaje pokonany przez formację szponów Dino Fury Megazord, zanim Boomtower odzyska jego Sporix.
- Smashstone (głos: Barry Duffield) – Sporix Beast o tematyce rockowego trolla z zamontowanymi na ramionach miotaczami i zdolnością do absorbowania i przekierowywania ataków. Po wykluciu pokonał Amelię, dopóki Mucus i Void Knight nie zwerbowali go, by odwrócił uwagę Rangersów od najazdu Boomtower na ich kwaterę główną. Smashstone powiększa się, ale zostaje pokonany przez Formację Młota Megazorda Dino Fury, zanim Rangersi odzyskają jego Sporix.
- Doomsnake (głos: Steven Lyons) – Sporix Beast o tematyce bazyliszka. Został pokonany przez Formację Ostrzy Dino Furii Megazorda, zanim Mucus odzyskał jego Sporix.
- Wolfgang (głos: Guy Langford) – Sporix Beast z motywem Cerberusa, który potrafi tworzyć fale dźwiękowe swoim wycie. Po wykluciu został znaleziony przez Void Knight i Mucus, aby unieszkodliwić Megazord Rangersów. Wolfgang powiększa się, ale zostaje pokonany przez formację wojownika Dino Fury Megazord, zanim Mucus odzyska swój Sporix.

## Power Rangers Dino Fury (Sezon 28; 2021)
| Premiera w USA                                  | Premiera w Polsce | N/o | Nr w serii | Polski tytuł            | Angielski tytuł       |
| ----------------------------------------------- | ----------------- | --- | ---------- | ----------------------- | --------------------- |
|                                                 |                   |     |            |                         |                       |
| SEZON DWUDZIESTY ÓSMY – POWER RANGERS DINO FURY |                   |     |            |                         |                       |
|                                                 |                   |     |            |                         |                       |
| 20.02.2021                                      | 01.01.2022        | 920 | 01         | Kierunek: Dinohenge     | Destination Dinohenge |
|                                                 |                   |     |            |                         |                       |
| 27.02.2021                                      | 01.01.2022        | 921 | 02         | Sporyksy uwolnione      | Sporix Unleashed      |
|                                                 |                   |     |            |                         |                       |
| 06.03.2021                                      | 01.01.2022        | 922 | 03         | Zagubiony sygnał        | Lost Signal           |
|                                                 |                   |     |            |                         |                       |
| 20.03.2021                                      | 01.01.2022        | 923 | 04         | Nowi rekruci            | New Recruits          |
|                                                 |                   |     |            |                         |                       |
| 27.03.2021                                      | 01.01.2022        | 924 | 05         | Duch zwycięstwa         | Winning Attitude      |
|                                                 |                   |     |            |                         |                       |
| 03.04.2021                                      | 01.01.2022        | 925 | 06         | Przesądy                | Superstition Strikes  |
|                                                 |                   |     |            |                         |                       |
| 10.04.2021                                      | 01.01.2022        | 926 | 07         | Poszukiwania stegozaura | Stego Search          |
|                                                 |                   |     |            |                         |                       |
| 17.04.2021                                      | 01.01.2022        | 927 | 08         | Niespodziewany gość     | Unexpected Guest      |
|                                                 |                   |     |            |                         |                       |
| 15.06.2021                                      | 01.01.2022        | 928 | 09         | Brak zasięgu            | Cut Off               |
|                                                 |                   |     |            |                         |                       |
| 15.06.2021                                      | 01.01.2022        | 929 | 10         | Telefon do domu         | Phoning Home          |
|                                                 |                   |     |            |                         |                       |
| 15.06.2021                                      | 01.01.2022        | 930 | 11         | Upiorny dworek          | McScary Manor         |
|                                                 |                   |     |            |                         |                       |
| 09.10.2021                                      | 01.01.2022        | 931 | 12         | Super Mistrz            | Super Hotshot         |
|                                                 |                   |     |            |                         |                       |
| 15.10.2021                                      | 01.01.2022        | 932 | 13         | Swat                    | The Matchmaker        |
|                                                 |                   |     |            |                         |                       |
| 15.10.2021                                      | 01.01.2022        | 933 | 14         | Wrogowie z przeszłości  | Old Foes              |
|                                                 |                   |     |            |                         |                       |
| 15.10.2021                                      | 01.01.2022        | 934 | 15         | Burza                   | Storm Surge           |
|                                                 |                   |     |            |                         |                       |
| 15.10.2021                                      | 01.01.2022        | 935 | 16         | Starożytna opowieść     | Ancient History       |
|                                                 |                   |     |            |                         |                       |
| 15.10.2021                                      | 01.01.2022        | 936 | 17         | Nasz bohater            | Our Hero              |
|                                                 |                   |     |            |                         |                       |
| 15.10.2021                                      | 01.01.2022        | 937 | 18         | Plątanina               | Crossed Wires         |
|                                                 |                   |     |            |                         |                       |
| 15.10.2021                                      | 01.01.2022        | 938 | 19         | Przemiana               | The Makeover          |
|                                                 |                   |     |            |                         |                       |
| 15.10.2021                                      | 01.01.2022        | 939 | 20         | Budząc koszmary         | Waking Nightmares     |
|                                                 |                   |     |            |                         |                       |
| 15.10.2021                                      | 01.01.2022        | 940 | 21         | Zasadzka                | Void Trap             |
|                                                 |                   |     |            |                         |                       |
| 15.10.2021                                      | 01.01.2022        | 941 | 22         | Mikołajki               | Secret Santa          |
|                                                 |                   |     |            |                         |                       |

## Power Rangers Dino Fury (Sezon 29; 2022)
| Premiera w USA                                       | Premiera w Polsce | N/o | Nr w serii | Polski tytuł             | Angielski tytuł  |
| ---------------------------------------------------- | ----------------- | --- | ---------- | ------------------------ | ---------------- |
|                                                      |                   |     |            |                          |                  |
| SEZON DWUDZIESTY DZIEWIĄTY – POWER RANGERS DINO FURY |                   |     |            |                          |                  |
|                                                      |                   |     |            |                          |                  |
| 03.03.2022                                           | 01.01.2023        | 942 | 01         | Numero uno               | Numero Uno       |
|                                                      |                   |     |            |                          |                  |
| 03.03.2022                                           | 01.01.2023        | 943 | 02         | Święto                   | The Festival     |
|                                                      |                   |     |            |                          |                  |
| 03.03.2022                                           | 01.01.2023        | 944 | 03         | Brakujące elementy       | Missing Pieces   |
|                                                      |                   |     |            |                          |                  |
| 03.03.2022                                           | 01.01.2023        | 945 | 04         | Malutki problem          | Tiny Trouble     |
|                                                      |                   |     |            |                          |                  |
| 03.03.2022                                           | 01.01.2023        | 946 | 05         | Na ostatni guzik         | Stitched Up      |
|                                                      |                   |     |            |                          |                  |
| 03.03.2022                                           | 01.01.2023        | 947 | 06         | Wspólne granie           | Jam Session      |
|                                                      |                   |     |            |                          |                  |
| 03.03.2022                                           | 01.01.2023        | 948 | 07         | Zadrzewianie             | New Leaf         |
|                                                      |                   |     |            |                          |                  |
| 03.03.2022                                           | 01.01.2023        | 949 | 08         | Poważna sprawa           | Serious Business |
|                                                      |                   |     |            |                          |                  |
| 03.03.2022                                           | 01.01.2023        | 950 | 09         | Łowy                     | The Hunt         |
|                                                      |                   |     |            |                          |                  |
| 03.03.2022                                           | 01.01.2023        | 951 | 10         | Znalezione nie kradzione | Losers Weepers   |
|                                                      |                   |     |            |                          |                  |
| 03.03.2022                                           | 01.01.2023        | 952 | 11         | Naśladowca               | The Copycat      |
|                                                      |                   |     |            |                          |                  |
| 29.09.2022                                           | 01.01.2023        | 953 | 12         | Nieodgadniona tajemnica  | Ultimate Mystery |
|                                                      |                   |     |            |                          |                  |
| 29.09.2022                                           | 01.01.2023        | 954 | 13         | Miłość i nienawiść       | Love Hate        |
|                                                      |                   |     |            |                          |                  |
| 29.09.2022                                           | 01.01.2023        | 955 | 14         | Rafkon odkryty           | Rafkon Revealed  |
|                                                      |                   |     |            |                          |                  |
| 29.09.2022                                           | 01.01.2023        | 956 | 15         | Mistrz transformacji     | Morphin Master   |
|                                                      |                   |     |            |                          |                  |
| 29.09.2022                                           | 01.01.2023        | 957 | 16         | Pobożne życzenia         | Wishful Thinking |
|                                                      |                   |     |            |                          |                  |
| 29.09.2022                                           | 01.01.2023        | 958 | 17         | Rzeczy niewypowiedziane  | Things Unspoken  |
|                                                      |                   |     |            |                          |                  |
| 29.09.2022                                           | 01.01.2023        | 959 | 18         | Poczucie winy            | Guilt Trip       |
|                                                      |                   |     |            |                          |                  |
| 29.09.2022                                           | 01.01.2023        | 960 | 19         | Złe wibracje             | Bad Vibes        |
|                                                      |                   |     |            |                          |                  |
| 29.09.2022                                           | 01.01.2023        | 961 | 20         | Inwazja                  | The Invasion     |
|                                                      |                   |     |            |                          |                  |
| 29.09.2022                                           | 01.01.2023        | 962 | 21         | Prawda                   | The Truth        |
|                                                      |                   |     |            |                          |                  |
| 29.09.2022                                           | 01.01.2023        | 963 | 22         | Nemezis                  | The Nemesis      |
|                                                      |                   |     |            |                          |                  |